# Beards Fork
 (mars 2025).
Beards Fork est une census-designated place située dans le comté de Fayette, dans l’État de Virginie-Occidentale, aux États-Unis. Lors du recensement de 2020, elle comptait 127 habitants.